# Irène Wasso Wabiwa
Irène Wasso Wabiwa, née à Kinshasa le 23 mai 1974, est une personnalité politique de la république démocratique du Congo. Elle est députée nationale de la circonscription de Mwenga dans la province du Sud-Kivu depuis les élections législatives de décembre 2018 jusqu'en 2024. Elle est élue avec l'étiquette du Parti congolais pour le développement (PCD),,,.